# Trachyandra
Trachyandra és un gènere de plantes de la família de les asfodelàcies (Asphodelaceae), subfamília asfodelòidies, descrit per primera vegada com a gènere el 1843. És originari de l'Àfrica oriental i meridional, així com del Iemen i Madagascar. Moltes de les espècies són endèmiques de Sud-àfrica.
Espècies
1. Trachyandra acocksii Oberm. - Província del Cap, a Sud-àfrica
2. Trachyandra adamsonii (Compton) Oberm. - Província del Cap, Namíbia
3. Trachyandra affinis Kunth - Província del Cap, KwaZulu-Natal
4. Trachyandra arenicola J.C.Manning & Goldblatt - Província del Cap
5. Trachyandra aridimontana J.C.Manning - Província del Cap
6. Trachyandra arvensis (Schinz) Oberm. - Angola, Zàmbia, Zimbàbue, Botswana, Namíbia
7. Trachyandra asperata Kunth - Sud-àfrica, Lesotho, Swazilàndia
8. Trachyandra brachypoda (Baker) Oberm. - Província del Cap
9. Trachyandra bulbinifolia (Dinter) Oberm. - Província del Cap, Namíbia
10. Trachyandra burkei (Baker) Oberm. - Botswana, Limpopo, Estat Lliure, Província del Cap
11. Trachyandra capillata (Poelln.) Oberm. - KwaZulu-Natal
12. Trachyandra chlamydophylla (Baker) Oberm. - Província del Cap
13. Trachyandra ciliata (L.f.) Kunth - Província del Cap, Namíbia
14. Trachyandra dissecta Oberm. - Província del Cap
15. Trachyandra divaricata (Jacq.) Kunth - Província del Cap; naturalitzat a Austràlia
16. Trachyandra ensifolia (Sölch) Roessler - Namíbia
17. Trachyandra erythrorrhiza (Conrath) Oberm. - Gauteng
18. Trachyandra esterhuysenae Oberm. - Província del Cap
19. Trachyandra falcata (L.f.) Kunth - Província del Cap, Namíbia
20. Trachyandra filiformis (Aiton) Oberm. - Província del Cap
21. Trachyandra flexifolia (L.f.) Kunth - Província del Cap
22. Trachyandra gerrardii (Baker) Oberm. - Swazilàndia, Sud-àfrica
23. Trachyandra giffenii (F.M.Leight.) Oberm. - Província del Cap
24. Trachyandra glandulosa (Dinter) Oberm. - Namíbia
25. Trachyandra gracilenta Oberm. - Província del Cap
26. Trachyandra hantamensis Boatwr. & J.C.Manning - Província del Cap
27. Trachyandra hirsuta (Thunb.) Kunth - Província del Cap
28. Trachyandra hirsutiflora (Adamson) Oberm. - Província del Cap
29. Trachyandra hispida (L.) Kunth - Província del Cap
30. Trachyandra involucrata (Baker) Oberm. - Província del Cap
31. Trachyandra jacquiniana (Schult. & Schult.f.) Oberm. - Província del Cap
32. Trachyandra kamiesbergensis Boatwr. & J.C.Manning - Província del Cap
33. Trachyandra karrooica Oberm. - Província del Cap, Namíbia
34. Trachyandra lanata (Dinter) Oberm. - Namíbia
35. Trachyandra laxa (N.E.Br.) Oberm. - Sud-àfrica, Namíbia, Botswana
36. Trachyandra malosana (Baker) Oberm. - Malawi to Zimbabwe
37. Trachyandra mandrarensis (H.Perrier) Marais & Reilly - Madagascar
38. Trachyandra margaretae Oberm. - Mpumalanga, KwaZulu-Natal
39. Trachyandra montana J.C.Manning & Goldblatt - Província del Cap
40. Trachyandra muricata (L.f.) Kunth - Província del Cap, Namíbia
41. Trachyandra oligotricha (Baker) Oberm. - Província del Cap
42. Trachyandra paniculata Oberm. - Província del Cap
43. Trachyandra patens Oberm. - Província del Cap
44. Trachyandra peculiaris (Dinter) Oberm. - Namíbia
45. Trachyandra prolifera P.L.Perry - Província del Cap
46. Trachyandra pyrenicarpa (Welw. ex Baker) Oberm. Província d'Huila a Angola
47. Trachyandra revoluta (L.) Kunth - Província del Cap, Namíbia
48. Trachyandra sabulosa (Adamson) Oberm. - Província del Cap
49. Trachyandra saltii (Baker) Oberm. - Àfrica oriental + meridional des d’Etiòpia fins a Província del Cap; Iemen
50. Trachyandra sanguinorhiza Boatwr. & J.C.Manning - Província del Cap
51. Trachyandra scabra (L.f.) Kunth - Província del Cap
52. Trachyandra smalliana Hilliard & B.L.Burtt - Província del Cap, KwaZulu-Natal
53. Trachyandra tabularis (Baker) Oberm. - Província del Cap
54. Trachyandra thyrsoidea (Baker) Oberm. - Província del Cap
55. Trachyandra tortilis (Baker) Oberm. - Província del Cap
56. Trachyandra triquetra Thulin - Somàlia
57. Trachyandra zebrina (Schltr. ex Poelln.) Oberm. - Província del Cap

Sinonímia
- Lepicaulon Raf.
- Licinia Raf.
- Trachinema Raf.
- Dilanthes Salisb.
- Liriothamnus Schltr.[2]